# Regió Marítima (Togo)
Marítime és una de les cinc regions de Togo. És la que està situada a la costa del Golf de Benín, a la zona meridional del país. Lomé, la seva capital, també és la capital de l'estat. És la regió de Togo més poblada i amb menys extensió territorial. A part de Lomé, hi destaquen les ciutats de Tsévié i d'Aného.
La regió Marítima està situada al sud de la regió dels Altiplans. A l'oest és fronterer amb la regió Volta de Ghana i a l'est és fronterer amb els departaments Kouffo i Mono de Benín.

## Prefectures

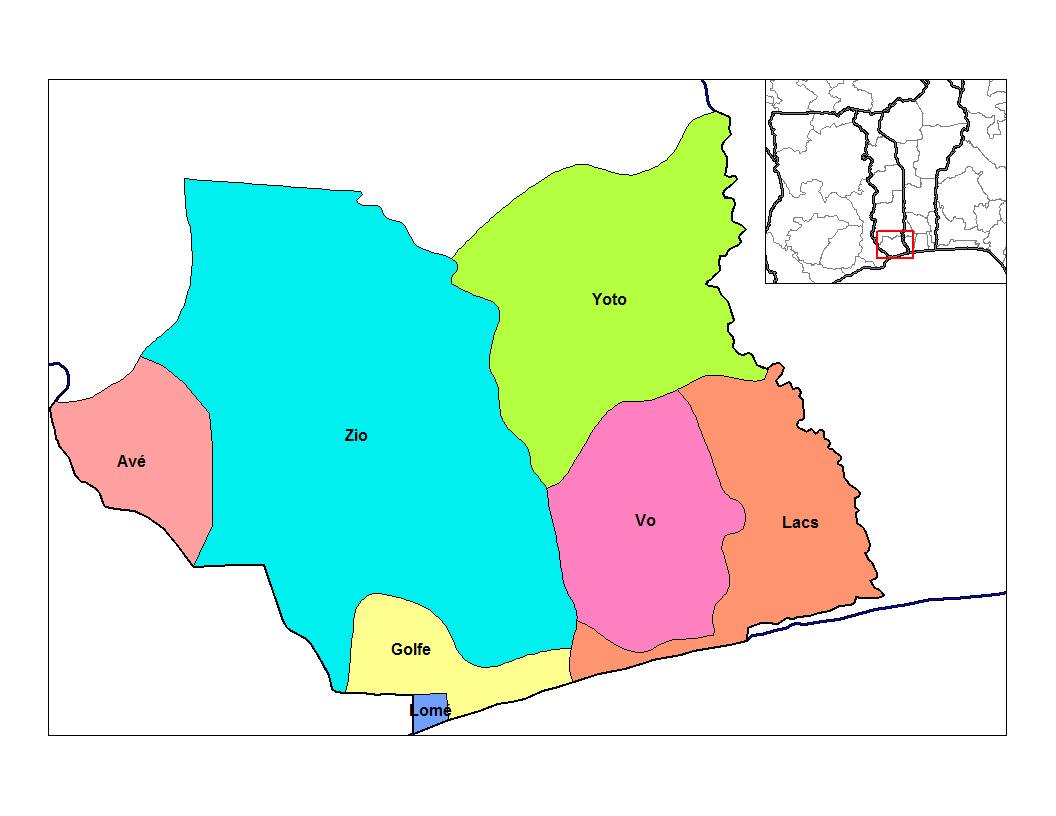
Prefectures de la regió Marítima

La regió Marítima està subdividida per les prefectures: Avé, Golfe, Lacs Lomé, Vo, Yoto i Zio.

## Llengües i grups ètnics
- Els Adans i els agotimes són dos grups ètnics que viuen al límit nord-est de la regió Marítima, a la prefectura d'Avé que parlen la llengua adangbe.
- Els watxis viuen a la meitat occidental de la província Marítima, a les prefectures de Yoto, Vo, Baix Mono i dels Llacs. Parlen la llengua gbe, waci.[1]
- Els xwles occidentals, que parlen la llengua gbe, xwela occidental. Al sud-est de la prefectura de lacs, al llarg del riu Mono.[2]
- Els aja, que parlen la llengua aja, tenen el territori a les prefectures de Yoto i Baix Mono.[3]
- Els gen, que parlen la llengua gen, viuen al municipi de Lacs.[4]